# Basilica di Nostra Signora della Pace
La basilica di Nostra Signora della Pace  (in francese basilique de Notre Dame de la Paix) è una chiesa cattolica situata a Yamoussoukro, in Costa d'Avorio. Nonostante la sua grandiosità non è una cattedrale: la sede del vescovo è infatti la vicina cattedrale di Sant'Agostino.
Fu voluta dal primo presidente del paese, Félix Houphouët-Boigny, e progettata dall'architetto Pierre Fakhoury sul modello della basilica di San Pietro.

## Storia della  Basilica di Nostra Signora della Pace
Costruita tra il 1985 e il 1989 con marmo, è costata circa 250 milioni di euro. Fu consacrata da papa Giovanni Paolo II il 10 settembre 1990. Giovanni Paolo II accettò di essere presente alla consacrazione solo a patto che accanto alla basilica fosse poi costruito un ospedale. A seguito della posa simbolica della prima pietra posata durante la visita papale, l'inizio dei lavori della struttura ospedaliera era inizialmente previsto per il 2000, ma rimase congelato per la crisi politico-militare del 2002-2011; l'ospedale venne finalmente completato nel 2014 e aperto nel gennaio 2015, dopo una spesa di 21,3 milioni di euro.
Il Guinness dei primati la classifica fra le chiese più grandi del mondo, con una superficie esterna di 30.000 m² ed interna di 7.989 m². Rispetto al suo modello vaticano è più alta (158 m, altezza misurata con la croce posta sulla cupola, contro 133 di San Pietro), più lunga e più larga. Nonostante questo sorpasso non si fregia comunque del record di chiesa più alta del mondo, che è detenuto dalla guglia della cattedrale di Ulma in Germania, alta 161,53 metri. Tuttavia San Pietro è più capiente: Notre Dame de la Paix può contenere 7.000 fedeli nella navata e 11.000 in altre aree del complesso, mentre la basilica romana può contenere al suo interno 60.000 fedeli. Infatti del complesso fanno parte anche un rettorato e una villa riservata esclusivamente alle visite papali.
Nel colonnato sono realizzate 4 cappelle quella a nord est dedicata a S. Giovanni ospita un concerto di 7 campane in La2 fuse da una fonderia francese, il campanone pesa 4.300 kg.

Ingresso della basilica di Nostra Signora della Pace a Yamoussoukro

La costruzione fu voluta e in gran parte finanziata dal presidente Houphouët-Boigny, per dare lustro alla sua città natale, elevata al rango di capitale nel 1983. A chiesa quasi ultimata, Houphouët-Boigny ordinò una vetrata a mosaico, importata dalla Francia, raffigurante Gesù e gli apostoli. Nella magnifica vetrata sono raffigurati tutti gli artefici della costruzione della basilica: l'ingegnere e architetto, il presidente Boigny, i costruttori della vetrata e molti altri personaggi. All'interno della basilica, oltre ad un presepe in ebano di pregevole fattura ed una croce in oro del peso di 13 chilogrammi, è posta una statua donata da un detenuto del carcere di Abidjan.
La basilica è stata edificata su un'area di proprietà del vecchio presidente che sostenne di averne finanziato per intero le spese per la realizzazione che si aggirano oltre i 300 milioni di dollari e donata in seguito al Vaticano. Numerose sono le critiche su chi realmente ha pagato questa costruzione, la totalità dei finanziamenti si pensa vengano direttamente dalle casse dello stato. È gestita da religiosi appartenenti alla Società dell'apostolato cattolico (chiamati popolarmente Pallottini).

## Critiche

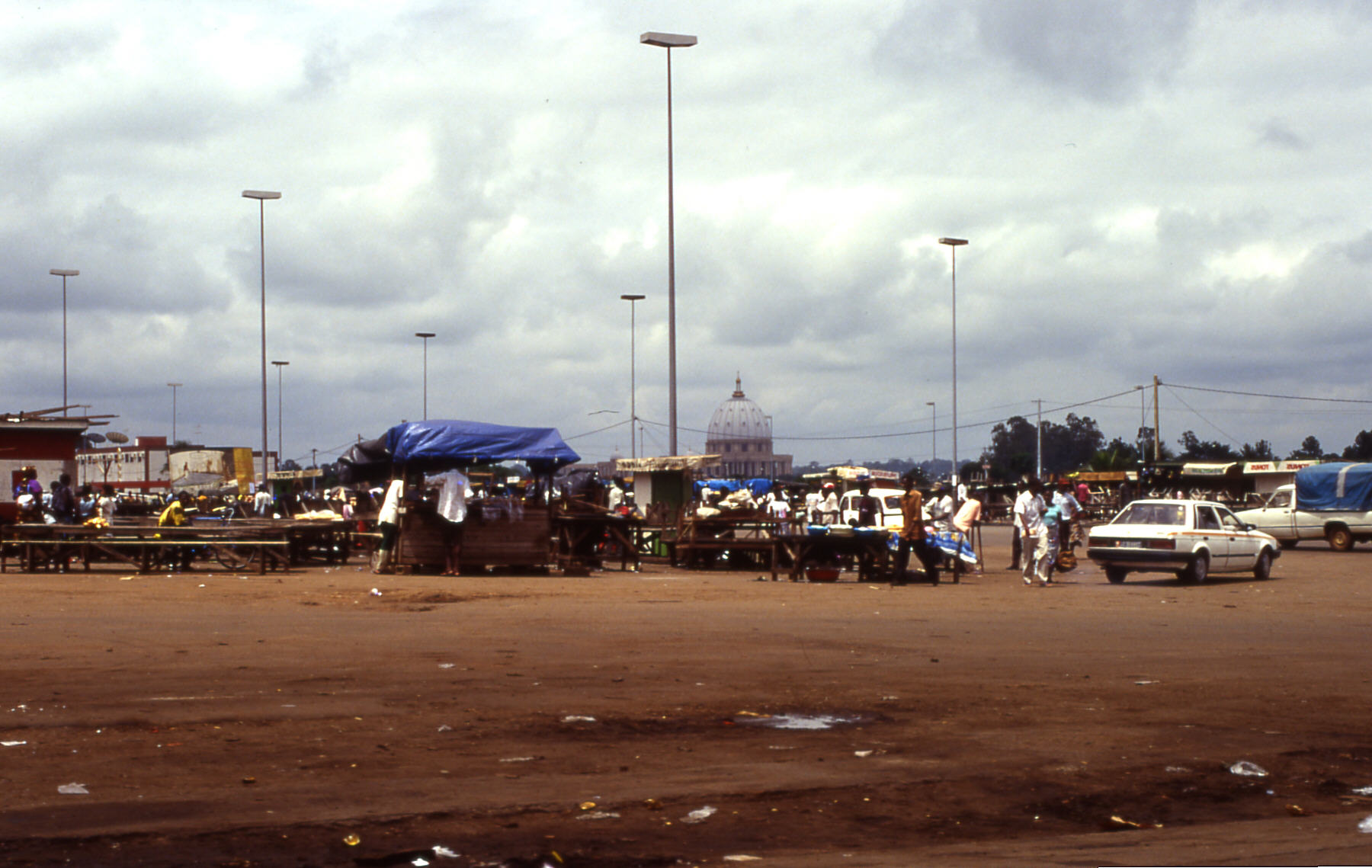
Le baraccopoli all'esterno del complesso

La costruzione della struttura ha dato origine a critiche, in parte per le condizioni socio-economiche della Costa d'Avorio, paese in via di sviluppo con enormi problemi sociali, ma anche per la presenza in una zona geografica solo a minoranza cattolica. Sono state coinvolte nella polemica anche le donazioni ricevute da organizzazioni cattoliche, accusate di aver ignorato raccolte fondi per progetti umanitari più urgenti. Il presidente Houphouët-Boigny è stato accusato di irresponsabilità per aver finanziato l'opera anche con denaro pubblico, nonostante abbia dichiarato di aver usato il suo denaro proprio.

## Dati metrici
- Altezza totale dell'edificio: 158 metri (sommità della croce)
- Cupola: altezza da terra 140 m; altezza della sola cupola 60 m; diametro alla base 90 m; superficie esterna 14.300 m²
- Vetrate: superficie totale 7.363 m² (le più grandi del mondo)
- Colonnato: 128 colonne in marmo di 21 m d'altezza e 2,20 di diametro
- Peso totale del complesso: stimato in 98.000 tonnellate
- Peso della lanterna: 320 tonnellate.